# 1967 en Inde
Chronologie de l'Inde
- 1963
- 1964
- 1965
- 1966
- 1967
- 1968
- 1969
- 1970
- 1971

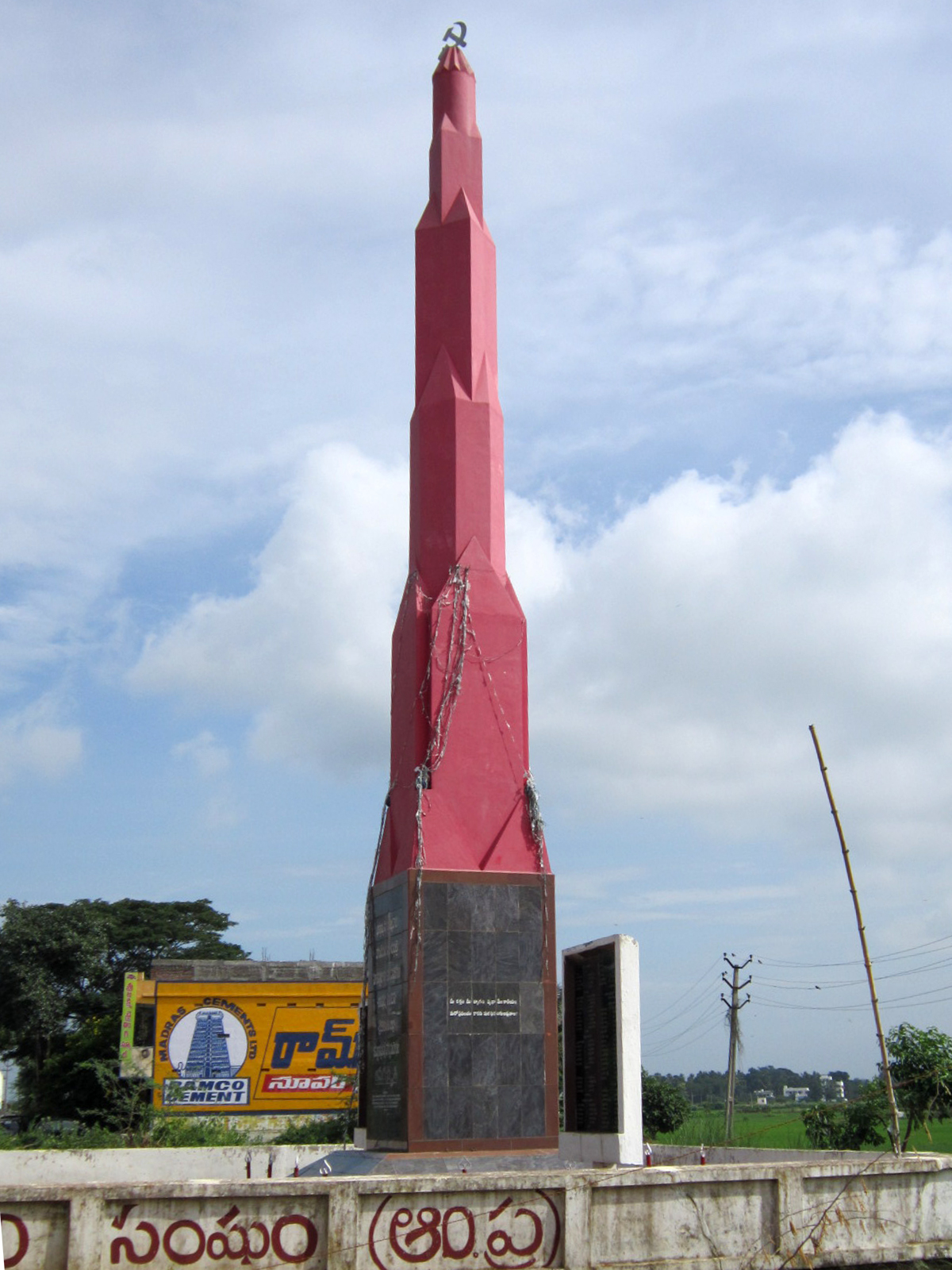
Début de la guérilla des Naxalites (mémorial à Srikakulam).

Cette page concerne les évènements survenus en 1967 en Inde  :

## Évènement
- Début de la saison cyclonique dans le nord de l'océan Indien (en).
- 16 janvier : Référendum sur le statut de Goa (en)
- 17-21 février : Élections législatives
- 4 avril : Vingt-cinquième amendement de la Constitution de l'Inde (en)
- 22-29 août : Emeutes de Ranchi-Hatia (en)
- 11-14 septembre : Affrontements de Nathu La et Cho La (en)
- 11 décembre : Séisme de Koynanagar (en)

## Cinéma
- 14e cérémonie des Filmfare Awards
- 14e cérémonie des National Film Awards (en)
- Les films Upkar (en), Ram Aur Shyam (en), Farz (en), Hamraaz (en), Shagird (en) et Jewel Thief (en) se classent aux premières places du box-office indien pour 1967.

Autre sorties de film
- An Evening in Paris (en)
- Milan (en)
- Patthar Ke Sanam (en)
- Raat Aur Din (en)
- Aman

## Littérature
- Ara Nazhika Neram (en), roman de Parappurath (en)
- Malegalalli Madumagalu (en), roman de Kuvempu (en)
- Paralysis (en), roman de Chandrakant Bakshi (en)
- Ponni (en), roman de Chandrakant Bakshi (en)
- Prajapati (en), roman de Samaresh Basu (en)
- Shajarur Kanta (en), roman de Sharadindu Bandyopadhyay
- The Vendor of Sweets (en), roman de R. K. Narayan
- Yakshi (en), roman de Malayattoor Ramakrishnan (en)